# 东埔镇
东埔镇是中国福建省莆田市秀屿区下辖的一个镇。

## 行政区划
东埔镇共辖13个行政村，分别是：
何山村、东坑村、前范村、度口村、东埔村、下坑村、塔林村、乐屿村、西山村、度下村、梯亭村、吉成村和东吴村。